# Robert Bouchigny
Robert Bouchigny, mort le 31 octobre 1550, est un prêtre et théologien catholique français à la Sorbonne, chanoine de Notre-Dame et curé de la paroisse Saint-Jean-en-Grève à Paris. Il participe à la lutte de la Sorbonne contre le protestantisme.

## Biographie
Robert Bouchigny est originaire du diocèse de Chartres,.

### Carrière ecclésiastique
Il est curé de Saint-Denis de Villeroy, dans le diocèse de Rouen, et chapelain de la cathédrale d'Évreux de 1525 à 1531. Il est également curé de Moussy-le-Neuf à partir de 1529 et chanoine du diocèse d'Évreux.
Il devient chanoine de Notre-Dame-de-Paris en 1538 puis proviseur de l'Hôtel-Dieu de Paris en 1539. En 1548, fait partie des chanoines que le chapitre de Notre-Dame envoie protester auprès du roi  contre un projet de taxe. Il est curé de la paroisse Saint-Jean-en-Grève à Paris de 1548 au moins à sa mort en 1550. Jacques Lenoir lui succède à cette cure.

### Théologien anti-protestant
Il devient recteur de la Sorbonne en 1524. Il est licencié en théologie le 25 janvier 1530 et docteur le 22 mars 1530,. Il participe activement aux délibérations de la faculté de théologie sur différents sujets comme le mariage du roi Henri VIII. Il fait partie d'une commission de six théologiens qui reçoivent les dénonciations de luthériens supposés.
En 1535, il participe, avec un autre curé parisien, Jean Balue (neveu du cardinal du même nom) et vingt-et-un autres docteurs de la faculté de théologie à l'examen et à la condamnation des thèses rédigées par Philippe Mélanchthon, à la demande de François Ier. Ils conseillent à François Ier de refuser toute discussion orale.
En 1539, le chapitre de Notre-Dame de Paris le charge d'éditer un manuscrit de Pierre Lombard sur les psaumes.
En 1543, il fait partie des soixante-quatre docteurs de la Sorbonne signataires d'une profession de foi de vingt-neuf articles, qui expose la « saine doctrine ». Par son édit du 23 juillet 1543, le roi François Ier impose à tous les ecclésiastiques et officiers du royaume de prêter serment à cette profession de foi. La même année, Robert Bouchigny participe activement à la censure par la Sorbonne des livres protestants.
Robert Bouchigny meurt le 31 octobre 1550.